# Centrum (Paramaribo)
Centrum è un distretto (ressort) del Suriname di 29.274 abitanti che fa parte di Paramaribo.
Il centro della città dal 2002 è stato designato patrimonio mondiale dell'UNESCO.